# Ясинские
Ясинские (пол. Jasiński) — дворянский род.
Герб Ясён вместе с потомственным дворянством ВСЕМИЛОСТИВЕЙШЕ пожалован Учителю Варшавской Губернской Гимназии Францу Иванову сыну Ясинскому, на основании статьи 2-й пункта 2-го, равно статьи 4-й пункта 2-го и статьи 16-й пункта 4-го Положения о дворянстве 1836 года, грамотою ГОСУДАРЯ ИМПЕРАТОРА и ЦАРЯ НИКОЛАЯ I, в 20 день июля (1 Августа) 1848 г.

## Описание герба
В голубом поле, три белых гусиных пера рядом, вертикально. 
В нашлемнике, дворянскою короною увенчанного, три белых страусовых пера. Герб Ясён Ясинского внесен в Часть 2 Гербовника дворянских родов Царства Польского, стр. 218